# Естонска реформистка партия
Естонската реформистка партия е либерална партия в Естония, член на Либералния интернационал и на Алианса на либералите и демократите за Европа.
Партията има 34 мандата в 101-местния Естонски парламент. Неин председател е Кая Калас.

## Резултати от парламентарни избори
- 1995 – 19 мандата (16,2%)
- 1999 – 18 мандата (15,9%)
- 2003 – 19 мандата (17,7%)
- 2007 – 31 мандата (27,8%)
- 2011 – 33 мандата (28,6%)
- 2015 – 30 мандата (27,7%)
- 2019 – 34 мандата (28,8%)